# Застава Екваторијалне Гвинеје
Застава Екваторијалне Гвинеје је усвојена 21. августа 1979. године. Састоји се од три једнаке хоризонталне пруге зелене, беле и црвене боје док се на левој страни заставе налази плави троугао. 
Зелена боја симболизује природне ресурсе и џунглу, плава представља море које повезује земљу са острвима, бела је симбол мира а црвена борбе за независност.
На средини, на белој подлози налази се грб Екваторијалне Гвинеје. Састоји се од симболизовано приказаног дрвета мангрова, шест жутих звездица и мота земље: Unidad Paz Justicia (јединство, мир и правда).